# Elio Talarico
Elio Talarico (Roma, 22 giugno 1907 – Roma, 11 gennaio 1977) è stato un medico, scrittore e drammaturgo italiano.

## Biografia
Nato a Roma nel 1907, laureato in medicina, medico di professione e primario tisiologo, Elio Talarico iniziò la sua attività letteraria collaborando con la rivista "900", Cahiers d'Italie et d'Europe, periodico diretto da Massimo Bontempelli, aderente al movimento artistico Novecento, ove pubblicò i suoi primi lavori.
Dopo il primo romanzo, Tatuaggio, pubblicato nel 1931, il secondo, La fatica di vivere, edito nel 1933 con l'introduzione di Bontempelli, una serie di racconti ambientati nella Roma degli anni trenta, ebbe una singolare disavventura: la censura fascista non apprezzando il titolo, giudicato larvatamente critico verso i successi del regime, ne impose il ritiro. L'editore Armando Ghelardini fu costretto a sostituire la copertina delle copie residue e a ripresentare il libro come Via dell'arancio e con questo titolo fu recensito. Francesco Bernardelli, sul quotidiano La Stampa, scrisse: «... il temperamento, lo stile dello scrittore si rivelano tra i più accesi, barocchi e paradossali. [...] l'espressione è qui quasi sempre forzata verso cose misteriose, fantastiche, arcane; verso l'arguzia impressionistica, l'aggettivazione acrobatica, la bizzarria verbale. [...] Le parole grosse, la finta liricità minacciano, a ogni pie' sospinto, la pagina.» .  
Anche la sua produzione teatrale ebbe alterne fortune: due sue commedie, Morbo di Talarico e Talarico miracolante, composte negli anni 1929-30, furono ripudiate dall'autore e mai pubblicate. Dedalo e fuga, una commedia in tre atti pubblicata nel 1942 sulla rivista di critica teatrale Il dramma, fu rappresentata al Teatro delle Arti di Roma con scarso successo ma la critica fu più benevola e ravvisò nel lavoro un richiamo ai temi del drammaturgo belga Fernand Crommelynck, di Pirandello e di Rosso di San Secondo. Maggiore consenso di pubblico ebbe invece la commedia Prometeus, andata in scena nel 1960 a Milano nel Teatro Sant'Erasmo.
Insieme con Anton Giulio Majano firmò la riduzione televisiva e la sceneggiatura di due popolari romanzi Capitan Fracassa di Théophile Gautier interpretato da Arnoldo Foà e David Copperfield di Charles Dickens con Giancarlo Giannini, prodotti dalla Rai e andati in onda sul Programma nazionale nel 1958 e nel 1965.
Tra la fine degli anni '50 e la fine degli anni '60 del 1900, pubblicò regolarmente elzeviri nella Terza pagina de 'Il Tempo'.
Delle sue frequentazioni ai tempi della Dolce Vita, è rintracciabile una citazione nel libro "La bellezza di Roma" Di Raffaele La Capria (Mondadori, 2014), a proposito della comunità intellettuale che si raccoglieva presso i caffè romani e di cui facevano parte, tra gli altri, Ennio Flaiano, Sandro De Feo, Ercole Patti e Alberto Moravia.
Morì alla sua scrivania, nella casa romana dove viveva, nel 1977.

## Opere

### Narrativa
- Tatuaggio, Roma, Le Edizioni d'Italia, 1931.
- La fatica di vivere, introduzione di Massimo Bontempelli, Roma, Le Edizioni d'Italia, 1933.
- Via dell'arancio, introduzione di Massimo Bontempelli, Roma, Le Edizioni d'Italia, 1933.
- Niente da fare, Milano, Panorama, 1937.
- Gioco pericoloso, Roma, Ed. Macchia, 1949.
- Né vivi né morti, Milano, Bompiani, 1952.
- Scandalo nel mondo delle lettere, prefazione di Giancarlo Vigorelli, Milano, Bietti, 1972.

### Teatro
- Dedalo e fuga, commedia in tre atti, in Il dramma. Rivista mensile di commedie di grande successo, anno 18, n. 374, 15 marzo 1942.
- Prometeus, commedia in tre atti, in Il dramma. Rivista mensile di commedie di grande successo, anno 36, n. 286, luglio 1960.
- L'esperienza di Padre Durand, tre atti, [s.l.], [s.n.], 1960.